# ウォルター・アダムズ (小惑星)
ウォルター・アダムズ (3145 Walter Adams) は、小惑星帯の小惑星である。インディアナ小惑星計画によりゲーテ・リンク天文台で発見された。
ウィルソン山天文台所長を務めた、ウォルター・シドニー・アダムズに因んで名付けられた。